# Bonaldo Giaiotti
Bonaldo Giaiotti (* 25. Dezember 1932 in Ziracco, eine Fraktion von Remanzacco bei Udine; † 12. Juni 2018 in Mailand) war ein italienischer Opernsänger (Bass).

## Leben
Bonaldo Giaiotti studierte Gesang in Udine und dann in Mailand bei Bruno Carmassi und Alfredo Strano und debütierte 1958 als Colline in Puccinis La Bohème am Teatro Nuovo in Mailand. Nach weiteren erfolgreichen Auftritten an verschiedenen Opernhäusern in Italien trat er 1959 erstmals in den USA in Cincinnati als Basilio in Der Barbier von Sevilla auf. Am 12. Oktober 1960 gab er sein Debüt an der Metropolitan Opera in New York als Raimondo in Lucia di Lammermoor mit Joan Sutherland in der Titelrolle; Dirigent war Silvio Varviso. Er blieb dem Haus 25 Jahre lang verbunden und sang in mehr als 300 Vorstellungen rund 30 Rollen. Schwerpunkt war das italienische Opernrepertoire, darunter Ramfis in Aida, Timur in Turandot, Padre Guardiano in La forza del destino, Phillip II. in Don Carlos, Ferrando in Il trovatore, Graf Walter in Luisa Miller, Zaccaria in Nabucco, Giorgio in I puritani, Alvise in La Gioconda, aber auch König Heinrich in Lohengrin
Von 1963 bis 2001 trat er regelmäßig in der Arena di Verona auf, wo er auch Rollen früher Verdi-Opern, wie Attila (1985), interpretierte. Gastauftritte führten ihn an die Lyric Opera of Chicago, die Opéra Garnier in Paris, die Wiener Staatsoper, das Teatro Real in Madrid, das Opernhaus Zürich, das Royal Opera House in London, die Deutsche Oper Berlin und die Hamburgische Staatsoper oder das Teatro Colón in Buenos Aires. Am Mailänder Teatro alla Scala debütierte er allerdings erst 1986 als Graf Rodolfo in La sonnambula. Neben Partien des italienischen Fachs übernahm er auch andere Rollen, wie den Hohepriester in Karl Goldmarks Die Königin von Saba (1991 am Teatro Regio in Turin), Cléomer in Jules Massenets Esclarmonde (1993 am Teatro Massimo in Palermo), Kardinal Johannes Brogni in Fromental Halévys La Juive oder Zacharie in Giacomo Meyerbeers Le prophète.
Mit seiner machtvollen Stimme gehörte er zu den führenden Bassisten seiner Generation, der auch als Jurymitglied bei Gesangswettbewerben und als Lehrer tätig war. Anfang Juni führte ein Sturz in seiner Mailänder Wohnung zu einer Verschlechterung seines Gesundheitszustandes und schließlich zum Tod.

## Aufnahmen (Auswahl)
Studioaufnahmen
- Turandot, mit Birgit Nilsson, Franco Corelli, Renata Scotto, Chor und Orchester der Oper Rom, Dirigent: Francesco Molinari-Pradelli, EMI 1965.
- Aida, mit Birgit Nilsson, Franco Corelli, Grace Bumbry, Mario Sereni, Chor und Orchester der Oper Rom, Dirigent: Zubin Mehta, EMI 1967.
- Il trovatore, mit  Plácido Domingo, Leontyne Price, Sherrill Milnes, Fiorenza Cossotto, Ambrosian Opera Chorus, Philharmonia Orchestra, Dirigent: Zubin Mehta, RCA Red Seal 1969.
- La Juive, mit Martina Arroyo, Richard Tucker, Anna Moffo, Ambrosian Opera Chorus, New Philharmonia Orchestra, Dirigent: Antonio de Almeida, RCA 1974.
- Luisa Miller, mit Montserrat Caballé, Luciano Pavarotti, Sherrill Milnes, Anna Reynolds, London Opera Chorus, National Philharmonic Orchestra, Dirigent: Peter Maag, Decca 1975.
- La forza del destino, mit Leontyne Price, Plácido Domingo, Sherrill Milnes, Fiorenza Cossotto, John Alldis Choir, London Symphony Orchestra, Dirigent: James Levine, RCA 1976.
- La forza del destino (DVD), mit Leontyne Price, Giuseppe Giacomini, Leo Nucci, Chor und Orchester der Metropolitan Opera New York, Dirigent: James Levine, DG 1984.
- Iris, mit Ilona Tokody, Plácido Domingo, Juan Pons, Münchner Rundfunkorchester, Dirigent: Giuseppe Patanè, CBS 1988.

Livemitschnitte
- Aida (DVD), Verona 1966, mit Leyla Gencer, Carlo Bergonzi, Anselmo Colzani, Fiorenza Cossotto, Dirigent: Franco Capuana, Hardy Classic.
- I vespri siciliani, Met 1967, mit Virginia Zeani, Kostas Paskalis, Eugenio Fernandi, Dirigent: Francesco Molinari Pradelli, Opera Lovers.
- La Gioconda, Met 1968, mit Renata Tebaldi, Carlo Bergonzi (Sänger)|Carlo Bergonzi, Cornell MacNeil, Fiorenza Cossotto, Dirigent: Fausto Cleva, GOP.
- I puritani, Rai-Roma 1969, mit Mirella Freni, Luciano Pavarotti, Sesto Bruscantini, Dirigent: Riccardo Muti, Nuova Era/Opera D'Oro.
- I vespri siciliani, Rai-Roma 1970, mit Martina Arroyo, Sherrill Milnes, Gianfranco Cecchele, Dirigent: Thomas Schippers, Myto Records.
- I masnadieri, Rai-Torino 1971, mit Rita Orlandi Malaspina, Gastone Limarilli, Mario Petri, Dirigent: Franco Mannino, Opera Lovers.
- Lucia di Lammermoor, Met 1971, mit Roberta Peters, Franco Corelli, Matteo Manuguerra, Dirigent: Carlo Franci, Living Stage.
- I puritani, Buenos Aires 1972, mit Cristina Deutekom, Alfredo Kraus, Giampiero Mastromei, Dirigent: Michelangelo Veltri, Arkadia.
- Nabucco, Venedig 1972, mit Mario Zanasi, Angeles Gulin, Gastone Limarilli, Dirigent: Nino Sanzogno, Mondo Musica.
- La Gioconda, Genf 1979, mit Montserrat Caballé, José Carreras, Matteo Manuguerra, Maria Luisa Nave, Dirigent: Jesus Lopez-Cobos, Legato Classics.
- Lucrezia Borgia, Florenz 1979, mit Leyla Gencer, Alfredo Kraus, Gianfranco Manganotti, Elena Zilio, Dirigent: Gabriele Ferro, Living Stage.